# 赫罗姆措沃农村居民点
赫罗姆措沃农村居民点（俄语：Хромцовское сельское поселение）是俄罗斯联邦伊万诺沃州富尔马诺夫区所属的一个农村居民点。其下辖有13个居民点，行政中心为赫罗姆措沃。据2016年统计，该农村居民点的人口为1301人。